# Dieudonné Alaka
Dieudonné Assougue Alaka, né le 28 mai 1987 et mort le 18 janvier 2023 à Paris, est un réalisateur, producteur et universitaire camerounais.

## Biographie

### Enfance et débuts
Dieudonné Assougue Alaka est né le 28 mai 1987 à Donenkeng dans le département du Mbam-et-Inoubou, Région du Centre. Il fait ses études supérieures à l'université de Yaoundé I et à l'Université Gaston Berger au Sénégal où il obtient respectivement un Master en critique cinématographique et un Master réalisation documentaire. Il est également titulaire d'un doctorat (PhD) obtenu en 2020 à l’Université de Yaoundé 1. Sa thèse de doctorat PhD a pour thème Cinéma documentaire en Afrique noir : questionner la transmission.

### Carrière
Dieudonné Alaka réalise son premier film intitulé Sur les traces d'un président en 2013 alors qu'il est étudiant au Sénégal. Le film documentaire produit par l'Université Gaston Berger, retrace l'histoire d'Ahmadou Ahidjo, le premier président du Cameroun.
En 2014, il crée l'association des documentaristes du Cameroun (ARDC-Camerdoc). En 2015, il fonde la maison de production Kopa House et réalise entre 2015 et 2016 les documentaires En avant-première, L' Afrique et le cinéma documentaire, Or poubelle et Lianes et formes.
En 2017, il produit Mama Africa, film documentaire sur Massata Cissé, par le réalisateur Burkinabè Yssouf Koussé,. Le film fait partie des projets sélectionnés dans le cadre de l'édition 2017 des Journées Cinématographiques de Carthage en Tunisie. Par la suite, il fonde Tara Group, une maison de production et de communication audiovisuelle dont il est le Président directeur général.
Il travaille pendant plusieurs années comme enseignant chercheur en Arts et Spectacles à l'Université de Yaoundé I. En 2020, il initie avec le Professeur Donatus Fai Tangem, en partenariat avec sa maison de production Tara Group, la création du Master Professionnel Cinéma dans cette université. En mai 2021, un an après l'obtention de son doctorat, il est officiellement recruté comme enseignant au sein de la Faculté des Arts, Lettres et Sciences Humaines l’université de Yaoundé 1 dans le cadre de la deuxième phase de l'opération de recrutement spécial des enseignants dans les huit universités d’État du Cameroun.
En 2016, il produit Garibou, une fiction réalisée par le malien Seydou Cissé. Le film remporte le Prix OIF à la première édition du Ouaga Film Lab en 2016. En 2017, il écrit et réalise le film Ceux qui Osent. Le film est choisi pour faire partie de la sélection officielle du Fespaco 2017.
Il est le fondateur de l'initiative Yaoundé Film Lab, un laboratoire de développement et de coproduction lancé en 2019 dont la troisième édition s'est tenue du 20 au 29 avril 2022,.
En 2021, il participe à la 74è édition du Festival de Cannes.
Il produit le film La Promesse du Bagne réalisé par Joseph Dégramon Ndjom en 2021, i. Le film remporte le prix du long métrage documentaire aux LFC Awards en novembre 2022 et est nommé dans la catégorie Meilleur documentaire aux Balafon 7EVEN Awards 2022.

### Politique
Il s'engage en politique en 2017 aux côtés de Cabral Libii au sein du Parti camerounais pour la réconciliation nationale. Il assure la fonction de conseilleur culturel du Président du parti. En 2019, il est candidat aux législatives dans le  département du Mbam et Inoubou.
Il décède à Paris le 18 janvier 2023 des suites de maladie.

## Filmographie

### Réalisateur
- 2013: Sur les traces d'un président
- 2013: Mes premiers patients[22]
- 2015: En avant-première
- 2016 : L' Afrique et le cinéma documentaire
- 2016 : Or poubelle
- 2016 : Lianes et formes
- 2017 : Ceux qui osent[23]

### Producteur
- 2017: Mama Africa d'Yssouf Koussé
- 2021: La Promesse du Bagne de Joseph Dégramon Ndjom
- 2022: Garibou de Seydou Cissé
- 2023: Le Spectre de Boko Haram de Cyrielle Raingou

### Scénariste
- 2021: Taamaden de Seydou Cissé

## Publication
- Dieudonné Alaka, « La coproduction Sud -sud:  enjeux, expérimentation et mécanismes au sein d’une société de production camerounaise », Langues, Cultures,  Communication - L2C, vol. Volume 2 - N° 1,‎ juin 2018 (ISSN 2550-6501, lire en ligne [PDF])